# Pfarrkirche Gnas

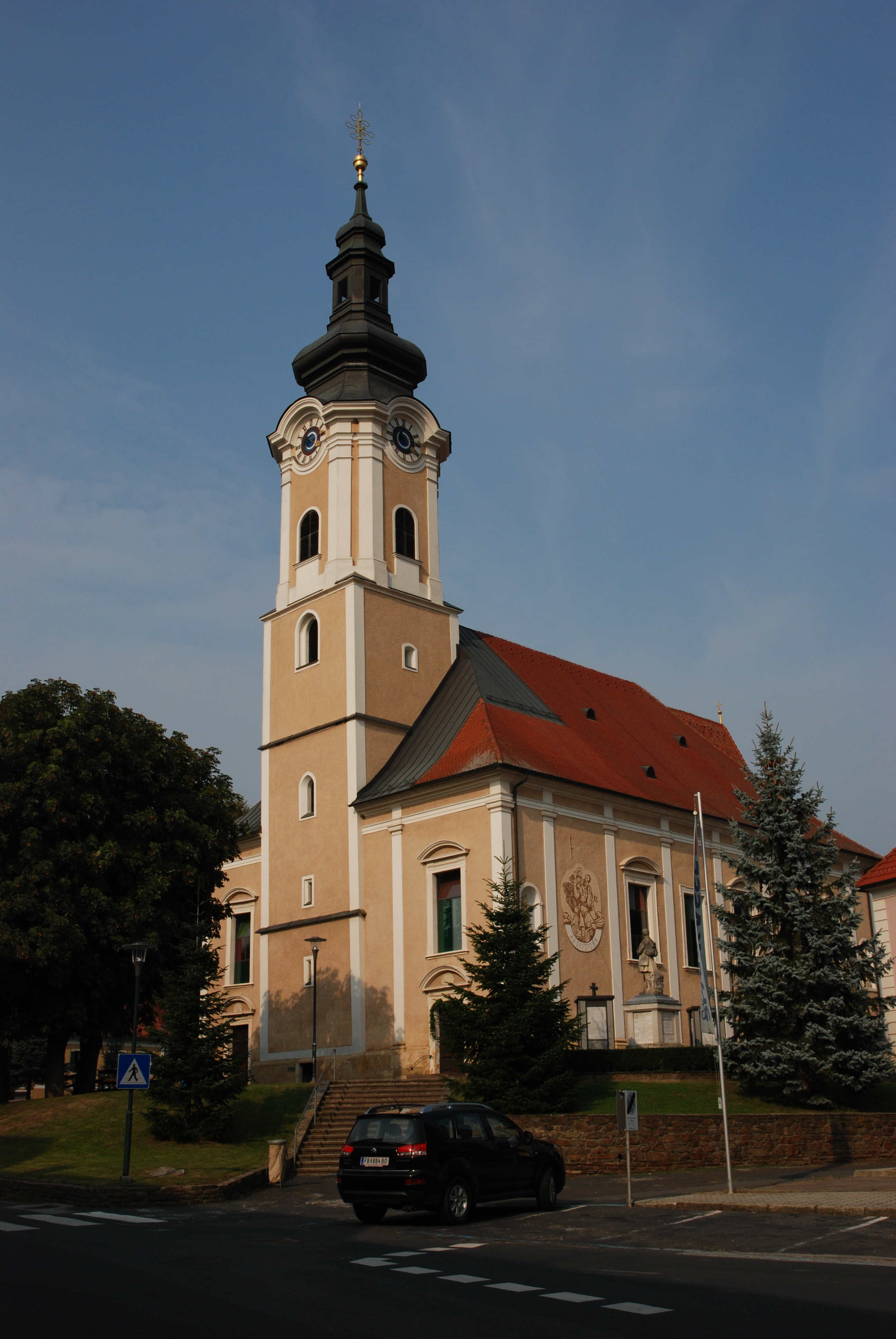
Pfarrkirche hl. Maria

Die Pfarrkirche Gnas steht in der Marktgemeinde Gnas im Bezirk Südoststeiermark in der Steiermark. Die der Heiligen Maria geweihte römisch-katholische Pfarrkirche gehört zum Dekanat Feldbach in der Diözese Graz-Seckau. Die Kirche steht unter Denkmalschutz (Listeneintrag).

## Geschichte
Die Kirche wurde 1229 urkundlich genannt. Der spätgotische Neubau wurde im 2. Viertel des 15. Jahrhunderts begonnen. Ein Schlussstein im Langhaus zeigt die Inschrift „Fundata 1424“. 1954 gab es eine Innenrestaurierung.

## Architektur

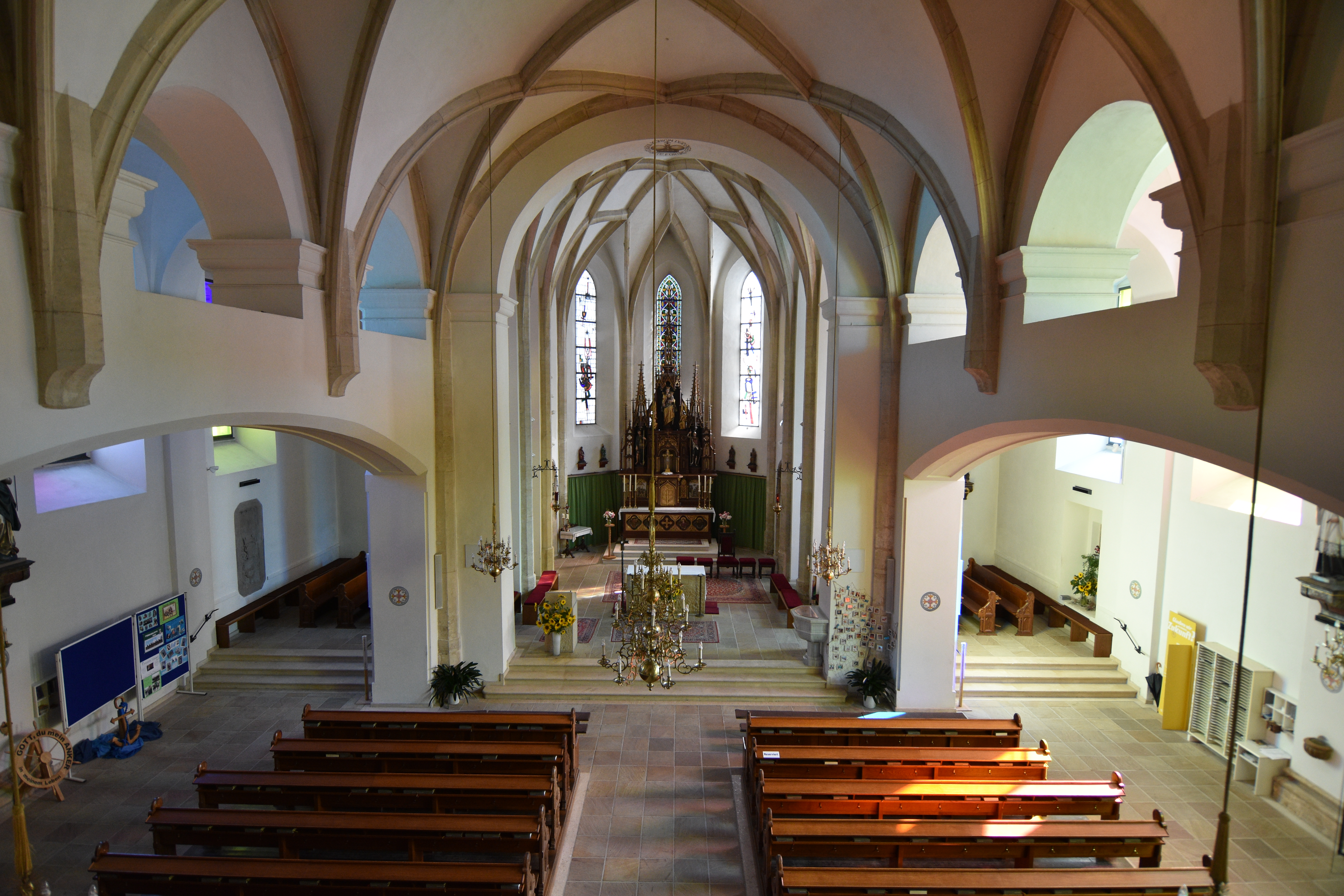
Die Architektur der Kirche

Das Kirchenäußere hat eine Pilastergliederung. Der etwas nördlich der Langhausachse stehende und ehemals der gotischen Westfassade vorgesetzte Westturm ist im Kern spätgotisch; das ehemals spätgotische Langhaus mit einem Netzrippengewölbe auf Wanddiensten bildet heute das Mittelschiff. Der leicht eingezogene zweijoche Chor mit Fünfachtelschluss und flachen Strebepfeilern ist spätgotisch erhalten. 1686 erfolgte ein Anbau von zwei fünfjochigen Seitenschiffen, wobei quadratische Mittelschiffpfeiler errichtet wurden. Der Westturm wurde mit den Seitenschiffen in die Westfront eingebaut. Der Turm wurde um ein achteckiges Glockengeschoß erweitert und 1744 mit einem Zwiebelhelm eingedacht. Das heute kellerartige Turm-Erdgeschoß war vorher eine Vorhalle. Noch erkennbar ist das ehemalige Portal mit einem geraden Sturz.
Im Chor befindet sich eine spätgotische Nische mit einem Sandsteinrelief der Auferstehung Christi aus dem Ende des 16. Jahrhunderts. Außerdem gibt es Grabsteine aus der 2. Hälfte des 14. Jahrhunderts und aus 1707.

## Ausstattung

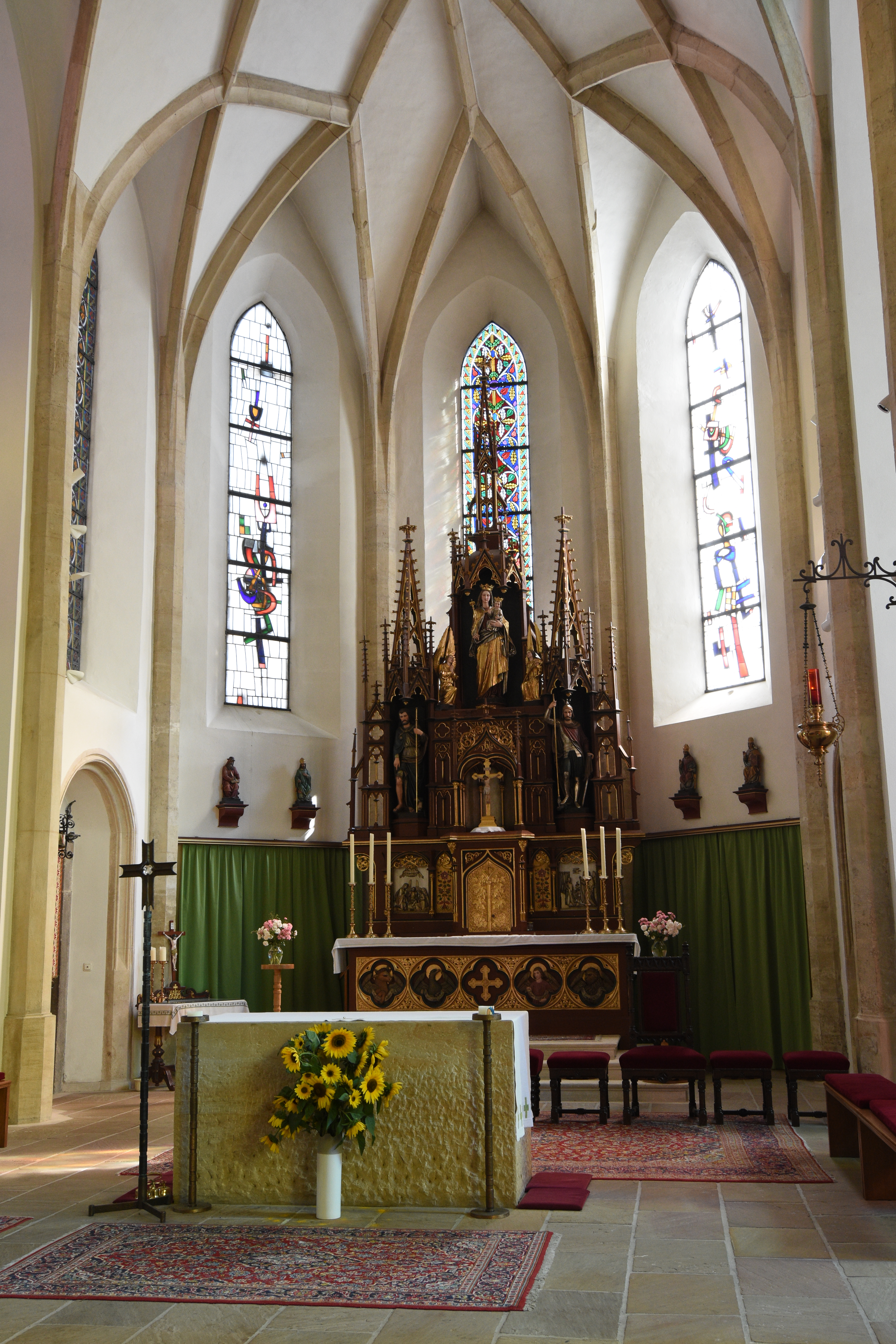
Der Altar

Die neugotische Einrichtung entstand überwiegend 1880. Die Orgel aus 1991 mit 25 Registern stammt von Friedrich Heftner.